# Colón Fútbol Club (baloncesto)
El Colón Fútbol Club es un club deportivo, fundado el 12 de marzo de 1907. Su principal actividad es el fútbol. También compite profesionalmente en baloncesto, en el Torneo Metropolitano (Uruguay).
Se afilió a la Federación Uruguaya de Basquetbol en 1944.

## Historia
A pesar de no haber ganado torneos federales, Colón tiene una buena historia en el basquetbol uruguayo, con buenas participaciones entre el 1954 y el 1958, siempre estando presente en el podio de los mejores equipos del torneo. 
Después de su descenso en el 1962, no se ha vuelto a destacar entre los principales equipos del país.
Su última participación en primera división fue el 1984. Desde entonces, ha pasado por varias desafiliaciones.
En 2006, vuelve a competir desde la DTA.
En 2017, Colón queda comprometido con la zona del descenso y debe disputar un playoff para permanecer en segunda. En este, vence a Marne por 2-0 (serie en la que comienza 1-0 arriba por su posición en la tabla).

## Instalaciones

### Estadio cubierto
El Colón Fútbol Club juega sus partidos de local en su gimnasio de la Avenida San Martín esquina Fomento, donde también se encuentra la sede del club.
El mismo tiene una capacidad de 1.000 personas sentadas aproximadamente.

## Jugadores
| Plantel Metro 2017   | Plantel Metro 2017 | Plantel Metro 2017 | Plantel Metro 2017 | Plantel Metro 2017  | Plantel Metro 2017 |
| Número               | Nacionalidad       | Nombre de Jugador  | Posición           | Fecha de Nacimiento | Altura             |
| -------------------- | ------------------ | ------------------ | ------------------ | ------------------- | ------------------ |
| 3                    | URU                | F. PEREZ           | G                  | 2000-07-06          |                    |
| 5                    |                    | A. MAROTE          | SG                 | 1999-11-26          |                    |
| 6                    | URU                | M. BOTTA           | F                  | 1995-10-03          |                    |
| 7                    | URU                | A. RODRIGUEZ       | F                  | 1992-09-08          |                    |
| 8                    | URU                | F. RODRIGUEZ       | SG                 | 1995-10-21          |                    |
| 12                   | URU                | F. BALTASAR        | G                  | 1997-01-08          | 186                |
| 13                   | URU                | I. MAROTE          |                    | 1998-05-29          |                    |
| 15                   | URU                | L. PINTOS          | C                  | 1982-10-26          | 198                |
| 19                   | URU                | N. GARCIA          | G                  | 1988-05-07          | 182                |
| 21                   | URU                | F. FERREIRA        | SG                 | 1988-05-12          | 2                  |
| 33                   | URU                | F. DELLA MEA       | F                  | 1992-07-15          |                    |
| 34                   | USA                | S. CUTLEY          |                    | 1985-06-06          | 196                |
| 69                   | URU                | L. LEPIANI         | SG                 | 1994-04-24          | 187                |
| Extranjeros cortados |                    |                    |                    |                     |                    |
| 14                   | USA                | T. BROWN           | PF                 | 1993-10-11          | 198                |
| Cuerpo técnico       |                    |                    |                    |                     |                    |
|                      | URU                | D. PALACIOS        |                    |                     |                    |
|                      | URU                | J. LLADO           |                    |                     |                    |

## Palmarés

### Torneos nacionales
Torneo Federal de Segunda de Ascenso (1): 1978.
Divisional Tercera de Ascenso (1): 2012.
Subcampeón de Divisional Tercera de Ascenso: 2016